# Denis Jean-Marie Lemoine de La Giraudais
Denis Jean-Marie Lemoine de La Giraudais est un avocat et homme politique français né le 10 mars 1739 à Saint-Brice-en-Coglès et décédé le 21 janvier 1814 à Fougères.

## Biographie
Reçu avocat au parlement de Bretagne en 1762, il exerce à Fougères, devint bâtonnier de l'ordre en 1782, maire de la ville en janvier 1789, et est élu, le 17 avril suivant, député du tiers-état de la sénéchaussée de Fougères aux États généraux.
Il siège silencieusement parmi les modérés de la majorité, et, après la session, est nommé président du tribunal de district de Fougères (1791).
Président de l'administration des hospices, membre du jury d'instruction, il préside le tribunal de Fougères jusqu'à la réorganisation de la magistrature sous le Consulat, et reprend ensuite sa place au barreau de Fougères.

## Sources
- Dictionnaire des parlementaires français de 1789 à 1889 (Adolphe Robert et Gaston Cougny)